# Mount Pleasant (Texas)
Mount Pleasant é uma cidade localizada no estado norte-americano de Texas, no Condado de Titus.

## Demografia
Segundo o censo norte-americano de 2000, a sua população era de 13.935 habitantes.
Em 2006, foi estimada uma população de 15.202, um aumento de 1267 (9.1%).

## Geografia
De acordo com o United States Census Bureau tem uma área de
33,0 km², dos quais 32,5 km² cobertos por terra e 0,5 km² cobertos por água. Mount Pleasant localiza-se a aproximadamente 123 m acima do nível do mar.

## Localidades na vizinhança
O diagrama seguinte representa as localidades num raio de 24 km ao redor de Mount Pleasant.